# 東京国立博物館所蔵文化財一覧
東京国立博物館所蔵文化財一覧（とうきょうこくりつはくぶつかんしょぞう ぶんかざいいちらん）
本項は、東京国立博物館（東京都台東区上野公園）所蔵品のうち、日本の文化財保護法に基づき国宝または重要文化財に指定されているものの一覧である。
（凡例）
- 独立行政法人国立文化財機構所有・東京国立博物館保管の物件のみを収録対象とする。社寺、個人所蔵家等から同博物館に寄託出品されている物件は含まない。
- ○印は国宝を示し、無印は重要文化財である。
- 1878年、奈良・法隆寺から当時の皇室に献納された「法隆寺献納宝物」については、他の所蔵品とは別個に保管・展示されているため、本項でも分けて記載する。
- 本一覧における名称は国宝・重要文化財指定名称を基本としている。このため、博物館における展示説明、図録等で使用されている名称とは若干異なる場合もある。

## 絵画
仏画
- ○千手観音像 絹本著色
- 准胝観音像 絹本著色
- 准胝仏母像 絹本著色[1]
- ○普賢菩薩像 絹本著色
- ○虚空蔵菩薩像 絹本著色
- 虚空蔵菩薩像 絹本著色
- 般若菩薩像 絹本著色
- ○孔雀明王像 絹本著色
- 一字金輪像 絹本著色
- ○十六羅漢像 絹本著色 16幅
- 仏涅槃図 絹本著色
- 玄奘三蔵像 絹本著色
- 先徳図像 紙本白描
- 十二天図像（珍海本） 紙本白描 6幅
- 十六羅漢像 絹本著色 10幅 金大受筆
- 羅漢図 絹本著色 蔡山筆

絵巻物・大和絵
- ○扇面法華経冊子 紙本著色
- ○地獄草紙 紙本著色
- ○餓鬼草紙 紙本著色
- 白描絵料紙金光明経 巻第四断簡
- 白描絵料紙金光明経 巻二、四断簡
- 華厳五十五所絵断簡（普賢菩薩）紙本著色
- 華厳五十五所絵断簡（文殊菩薩）紙本著色
- 華厳五十五所絵巻残欠 紙本著色
- ○一遍聖人絵伝 巻第七 絹本著色 法眼円伊筆 正安元年（1299年）
- 北野天神縁起絵巻（弘安本）紙本著色 2巻（断簡8図）
- 不動利益縁起 紙本著色
- 法然上人絵伝 紙本著色
- 法然上人絵伝 紙本著色[2]
- 遊行上人絵伝（巻第三残巻、巻第七）紙本著色2巻
- 因幡堂縁起 紙本著色
- 佐竹本三十六歌仙絵巻断簡（住吉明神図） 紙本著色
- 佐竹本三十六歌仙絵巻断簡（壬生忠峯像） 紙本著色
- 東北院歌合 紙本淡彩
- 時代不同歌合絵 紙本白描
- 釈教三十六歌仙図断簡 紙本白描 1巻、1幅
- 馬医草紙 紙本著色
- 馬医草紙断簡 紙本著色
- 駿牛図断簡 紙本淡彩
- 鳥獣人物戯画甲巻断簡 紙本墨画
- 後三年合戦絵詞 紙本著色 3巻
- ○平治物語絵詞（六波羅行幸巻）紙本著色
- 住吉物語絵巻 紙本著色 1巻、2幅[3][4]
- 天狗草紙 紙本著色 2巻（東寺・醍醐寺・高野山巻、延暦寺巻）附:天狗草紙模本2巻（東大寺巻、興福寺巻）狩野養信筆、紙本墨書天狗草紙詞書（延暦寺巻）1巻
- 土蜘蛛草紙 紙本著色
- 男衾三郎絵詞 紙本著色
- 紫式部日記絵巻断簡 紙本著色
- 狭衣物語絵巻断簡 紙本著色 5幅

室町水墨画・室町期大和絵
- 芭蕉夜雨図 紙本墨画 応永17年（1410年） 朝鮮国奉礼使梁需等14名賛（附 紙本墨書画賛 円伊外1名筆 2枚）
- 蜆子和尚図 紙本墨画 可翁
- ○竹斎読書図 紙本墨画 伝周文 文安4年（1447）年竺雲等連の序並びに江西龍派等五僧の賛あり
- 四季山水図 紙本墨画淡彩 六曲一双 伝 周文
- 四季山水図 紙本墨画淡彩 六曲一双 伝 周文
- 寒山拾得図 紙本墨画 2幅 春屋宗園賛
- 文殊菩薩図 紙本墨画金彩 霊彩筆 龍崗真圭賛
- 山水図 紙本墨画 岳翁蔵丘
- 一休和尚像 紙本淡彩 墨斎
- ○秋冬山水図 紙本墨画 2幅 雪舟
- ○山水図（破墨山水図）紙本墨画 雪舟 明応4年（1495年）自序並びに月翁周鏡等六僧の賛あり
- 四季山水図 絹本淡彩 4幅 雪舟
- 四季花鳥図 紙本著色 六曲一双 伝 雪舟
- 松鷹図 紙本墨画 2幅 雪村
- 旧大仙院方丈障壁画 紙本墨画淡彩 24幅[5][6]
  - 禅宗祖師図 狩野元信筆 6幅（衣鉢の間）
  - 故事人物図 14幅（書院の間）
  - 果子図 4幅（書院の間天袋）
- 山水図 紙本淡彩 黙雲龍沢賛
- 達磨図 紙本墨画淡彩 一山一寧賛
- 観音図 絹本淡彩 良全
- 山水図 紙本墨画 享徳4年（1455年）竺雲等連賛
- 四季山水図 紙本墨画淡彩 六曲一双 楊月
- 蘭蕙同芳図 紙本墨画 玉畹梵芳 自賛あり
- 商山採芝図 紙本墨画 一庵一如賛
- 浜松図 紙本著色 六曲一双
- 浜松図 紙本著色 六曲一双[7]
- 月次風俗図 紙本著色 八曲一隻
- 桃井直詮像 絹本著色 伝土佐光信
- 伝足利義政像 絹本著色 伝土佐光信
- 星光寺縁起 紙本著色 2巻 詞三条西実隆筆
- 清水寺縁起 紙本著色 3巻 絵土佐光信、詞三条西実隆等筆
- 牡丹花肖柏像 絹本著色 大永七年常庵竜崇賛
- 孔子像 絹本著色
- 日月山水図 紙本著色 六曲屏風二隻[8]
- 厩図 紙本著色 六曲一双
- 松図 紙本金地著色 六曲一隻

近世絵画
- ○洛中洛外図 紙本金地著色（舟木本） 六曲一双 岩佐勝以
- 琴棋書画図 紙本著色 六曲一双 海北友松
- 山水図 紙本淡彩 六曲一双 雲谷等顔
- 伝名和長年像 紙本著色 長谷川信春
- 牧馬図 紙本著色 六曲一双 長谷川信春（等伯）
- ○松林図 紙本墨画 六曲一双 長谷川等伯
- ○観楓図 紙本著色 六曲一隻 狩野秀頼
- ○花下遊楽図 紙本著色 六曲一双 狩野長信
- ○檜図 紙本金地著色 四曲一双 伝狩野永徳 [9]
- 許由巣父図 紙本墨画 2幅 狩野永徳
- 車争図 紙本著色 四曲一隻 伝狩野山楽
- ○納涼図 紙本淡彩 久隅守景
- 竹梅図 紙本金地墨画 二曲一隻 尾形光琳
- 風神雷神図 紙本金地著色（尾形光琳）・風雨草花図[10] 紙本銀地著色（酒井抱一）※もと二曲一双屏風の表裏
- 蔦の細道図 紙本金地著色 六曲一隻 深江芦舟
- 秋草図 紙本金地著色 六曲一双 俵屋宗雪 [11]
- 関屋図 紙本金地著色 六曲一隻 伝俵屋宗達
- ○楼閣山水図 紙本金地著色 六曲一双 池大雅
- 西湖春景・銭塘観潮図 紙本淡彩 六曲一双 池大雅
- 山野行楽図 紙本淡彩 六曲一双 与謝蕪村
- 公余探勝図 絹本著色 2巻 谷文晁 寛政5年（1793年）
- ○鷹見泉石像 絹本淡彩 渡辺崋山
- 佐藤一斎像 絹本著色 渡辺崋山 文政4年（1821年）
- 山中結廬図 絹本淡彩 浦上玉堂 寛政4年（1792年）[12]
- 松巒古寺図 紙本淡彩 田能村竹田 天保4年（1833年）の賛あり
- 葡萄図 絹本淡彩 立原杏所 天保6年（1835年）
- 兎道朝噋図 紙本著色 青木木米 文政7年（1824年）
- 山水図 紙本淡彩 六曲一双 彭城百川 延享4年（1747年）
- 浅間山図 紙本著色 六曲一隻 亜欧堂田善
- 歌舞伎図 紙本金地著色 六曲一双 菱川師宣（推定）
- 風俗図 紙本著色 1巻 宮川長春
- 市川團十郎の竹ぬき五郎図 版画 鳥居清倍
- 寛政六年五月興行江戸三座役者似顔絵 版画 27枚 東洲斎写楽（「市川鰕蔵の竹村定之進図」「大谷鬼次の奴江戸兵衛図」等を含む。明細は後出）
- 娘日時計図 版画5枚 喜多川歌麿
- 婦人相学十躰浮気之相図 版画 喜多川歌麿
- 遊色三福つい図 版画 奥村政信
- 青楼芸者撰図 版画3枚 鳥文斎栄之
- 井筒中居かん芸子あふきやふせや図 版画 栄松斎長喜

中国画
- 樹下人物図（紙本著色）伝アスターナ出土、西州柳中県高寧郷開元四年籍断簡及び交河県名山郷差料簿断簡（旧裏貼）
- 二祖調心図 紙本墨画 2幅 伝 石恪
- 猿図 絹本著色 伝 毛松
- ○紅白芙蓉図 絹本著色 2幅 李迪
- ○瀟湘臥遊図 紙本墨画
- 洞山渡水図 絹本著色 馬遠
- 寒江独釣図 絹本淡彩 伝 馬遠
- 梅花双雀図 絹本著色 伝 馬麟
- ○出山釈迦図・雪景山水図・雪景山水図 絹本墨画淡彩 梁楷
- 李白吟行図 紙本墨画 梁楷
- 六祖截竹図 紙本墨画 梁楷
- 竹鶏図 絹本淡彩 蘿窓 自賛あり
- 竹虫図 絹本著色 伝 趙昌
- 雛雀図 絹本墨画淡彩 伝 宋汝志[13]
- 竹塘宿雁図 絹本著色
- 蓮池水禽図 絹本著色 2幅 伝 顧徳謙
- 五龍図巻 紙本墨画 伝 陳容
- 寒山拾得図 絹本著色 伝 顔輝
- ○禅機図（寒山拾得図） 紙本墨画 因陀羅筆 楚石梵琦賛
- 高士遠眺図 絹本墨画淡彩 伝孫君沢
- 雪景山水図（寒江独釣図）絹本墨画 朱端
- 山水書画冊 絹本淡彩及墨画 董其昌
- 山水図 紙本墨画 2幅 杜貫道賛
- 草虫図 絹本著色 2幅
- 四睡図 絹本墨画 平石如砥等三僧の賛
- 雪汀遊禽図 絹本著色 羅稚川
- 放犢図 絹本墨画 伝高然暉筆 平山処林賛
- 四万山水図 紙本墨画 4幅 文伯仁筆、董其昌題記 嘉靖30年（1551年）
- 四季花鳥図 絹本著色 4幅 呂紀
- 山水図 絹本淡彩 李在
- 竹裡泉声図 絹本著色 李士達
- 秋山行旅図 紙本淡彩 蕭雲従
- 唐絵手鑑筆耕園 2帖（60図）

近代日本絵画
- 近江八景 紙本著色 8幅 今村紫紅 1912年
- 熱国の巻 紙本著色 2巻 今村紫紅 1914年
- 春畝 麻布油彩 浅井忠 1888年
- 麗子微笑 麻布油彩 岸田劉生 1921年
- 瀟湘八景 絹本著色 8幅 横山大観 1912年
- 弱法師 絹本金地著色 六曲一双 下村観山 1915年

（黒田清輝の作品は「黒田記念館」の項に掲載）

## 彫刻
日本彫刻
- 乾漆日光菩薩半跏像
- 木造大日如来坐像
- 木造不動明王立像
- 木造天王立像[14]
- 木造毘沙門天立像 応保2年（1162年） 附 像内納入品（紙本毘沙門天摺仏110枚、絹本著色毘沙門天像28体分）
- 木造阿弥陀如来立像 正嘉3年（1259年）永仙作
- 銅造阿弥陀如来及び両脇侍立像 建長6年（1254年）
- 木造菩薩立像
- 木造十二神将立像（辰神未神）2躯[15]
- 木造十二神将立像（巳神戌神）2躯
- 木造十二神将立像（申神）
- 厨子入木造愛染明王坐像
- 木造文殊菩薩及び脇侍像 5躯 康円作 文永10年（1273年）
- 木造持国天眷属・増長天眷属立像 康円作 文永4年（1267年）
- 木造伝源頼朝坐像
- 金春宗家伝来能面 47面（明細は後出）
- 能面伝山姥（伝赤鶴作）
- 能面翁（黒色尉）（伝日光作）

※高野山天野社伝来の舞楽面・行道面は、工芸品部門の「法会所用具類（高野山天野社伝来）」の一部として指定されている。
中国彫刻
- 石造如来及び両脇侍像 東魏
- 石造菩薩立像 北斉・天保3年（552年）銘
- 石造観音菩薩立像 隋・開皇5年（585年）銘
- 銅造勢至菩薩立像 隋
- 石造如来倚像（頭部欠）（天竜山石窟）
- 木造十一面観音立像（多武峰伝来） 唐時代
- 石造阿弥陀三尊仏龕（長安宝慶寺伝来）唐・長安3年（703年）高延貴造像銘
- 石造阿弥陀三尊仏龕（長安宝慶寺伝来）唐・長安3年（703年）李承嗣造像銘
- 石造弥勒三尊仏龕（長安宝慶寺伝来）唐・長安3年（703年）蕭氏造像銘
- 石造三尊仏龕（長安宝慶寺伝来）唐・長安3年（703年）韋均造像銘
- 石造三尊仏龕（長安宝慶寺伝来）唐・長安4年（704年）姚元景造像銘
- 石造三尊仏龕（長安宝慶寺伝来）
- 石造三尊仏龕（長安宝慶寺伝来）
- 石造三尊仏龕（長安宝慶寺伝来）
- 石造三尊仏龕（長安宝慶寺伝来）
- 石造三尊仏龕（長安宝慶寺伝来）
- 石造三尊仏龕（長安宝慶寺伝来）
- 石造三尊仏龕（長安宝慶寺伝来）
- 石造三尊仏龕（長安宝慶寺伝来）
- 石造十一面観音龕（長安宝慶寺伝来）唐・長安3年（703年）徳感造像銘
- 石造十一面観音龕（長安宝慶寺伝来）

近代彫刻
- 女 石膏原型 荻原守衛作 1910年
- 老猿 木造 高村光雲作 1893年

## 工芸品

### 金工
- 金銅蓮華文金剛盤
- 金銅八仏種子五鈷鈴
- 鰐口・蝶形磬 長野県松本市宮淵出土
- 蓮池文磬
- 金銅宝相華唐草文灌仏盤
- 金銅応量器
- 金銅聖観音像懸仏 建治元年（1275年）銘
- 金銅火焔宝珠形舎利塔
- 線刻十一面観音鏡像（萩蝶鳥文鏡）平治元年（1159年）銘
- 松喰鶴長方鏡（線刻観音鏡像）
- 鋳銅梅竹透釣燈籠 千葉市千葉寺出土 天文19年（1550年）
- 瑞花双鳳八稜鏡
- 芦屋浜松図真形釜
- 巴透鐔
- 雨下猛虎図鐔 奈良利寿作
- 銅鷲置物 鈴木長吉作 1893年
- 七宝富嶽図額 濤川惣助作 1893年

### 漆工
日本
- ○片輪車螺鈿蒔絵手箱
- 蒔絵扇散文手箱
- 蒔絵檜扇散文手箱
- 竜胆丸文蒔絵礼盤
- 住吉蒔絵唐櫃
- 沃懸地獅子螺鈿鞍
- 萩螺鈿鞍
- 菊螺鈿鞍[16][17]
- ○片輪車蒔絵螺鈿手箱
- 男山蒔絵硯箱
- 芦舟蒔絵硯箱
- 花樹鳥獣蒔絵螺鈿聖龕
- 初瀬山蒔絵硯箱
- 子日蒔絵棚
- 御所車蒔絵硯箱
- 塩山蒔絵硯箱
- 砧蒔絵硯箱
- 柴垣蔦蒔絵硯箱
- 蔦細道蒔絵文台硯箱 田付長兵衛作
- 芦穂蒔絵鞍鐙
- ○八橋蒔絵螺鈿硯箱 尾形光琳作
- ○舟橋蒔絵硯箱 本阿弥光悦作
- 舞楽螺鈿蒔絵硯箱 伝本阿弥光悦作
- 比良山蒔絵硯箱 塩見政誠作

中国・朝鮮
- 龍濤螺鈿稜花盆
- 花鳥螺鈿文台及び硯箱・牡丹唐草螺鈿箱
- 菊花文螺鈿経箱
- 菊花唐草螺鈿経箱

### 陶磁
中国
- 白磁鶏頭瓶（白磁鳳首瓶）唐
- 唐三彩竜耳瓶
- 白磁金彩雲鶴唐草文碗 定窯
- 柿釉金彩蝶牡丹文碗 定窯
- 柿釉金銀彩牡丹文碗 定窯
- 青磁琮形水指 南宋官窯
- 青磁輪花鉢 南宋官窯
- 青磁茶碗（馬蝗絆）龍泉窯
- 染付魚藻文壺 元
- 金襴手花鳥文瓢形大瓶 明[18]
- 粉彩梅竹文皿 清

日本
- 奈良三彩有蓋壺 伝大阪府茨木市安威大職官山出土
- 灰釉長頸瓶 三重県鳥羽市蟹穴古墳出土
- 黄釉牡丹唐草文壺 古瀬戸
- 信楽一重口水指 柴庵
- 鼠志野鶺鴒文鉢
- 色絵竹叭々鳥文大皿 古九谷様式
- 色絵花鳥文大深鉢 伊万里・柿右衛門様式
- 銹絵観鴎図角皿 尾形乾山作・尾形光琳画
- 染付龍濤文提重 青木木米
- 色絵梅月図茶壺 仁清
- 色絵牡丹文水指 仁清
- 褐釉蟹貼付台付鉢 宮川香山 1881年
- 黄釉銹絵梅樹文大瓶 宮川香山 1893年
- 白磁蝶牡丹浮文大瓶 三代清風與平作

### 染織
- 鶉桜菊文辻ヶ花染小袖 永禄九年在銘[19]
- 白練緯地松皮菱竹模様小袖
- 銀杏葉雪輪散辻が花染胴服・浅葱地葵紋付帷子
- 緋地羅紗違鎌文陣羽織
- 能装束 色紙葡萄文摺箔
- 能装束 草花文繍箔肩裾
- 能装束 雪持柳地紙散繍箔肩裾
- 能装束 紅白段菊芦水鳥文繍箔
- 能装束 紅白段草花短冊八橋文繍箔
- 能装束 白地桐竹鳳凰桜芦文繍箔肩裾
- 能装束 茶地百合御所車文繍箔
- 能装束 金紅片身替詩歌文様厚板
- 白茶地桐竹文綾小袖
- 黒紅地花卉文様繍箔小袖
- 黒綸子地波鴛鴦文様小袖
- 黒紅地熨斗藤模様縫箔小袖
- 黒綸子地若松紅葉鹿小花文様絞繍小袖
- 白綾地秋草模様描絵小袖（冬木小袖） 尾形光琳筆
- 薄黄縮緬地鷹衝立文様友禅染振袖[20]
- 紫地唐草文印金九条袈裟
- 法会所用具類（高野山天野社伝来） - 明細は後出[21][4]

### 甲冑
- 肩褄取威胴丸（兜、大袖付）
- 黒韋威肩白胴丸
- 樫鳥糸威肩赤胴丸（兜、大袖付）
- 色々威腹巻（壺袖付）
- 藍韋紅白糸威腹巻（大袖付）[22]
- 南蛮胴具足（兜・小具足付）・黒糸威二枚胴具足（兜・小具足付）（榊原康政所用）附:絹本著色榊原康政像、馬印、指物

### 刀剣
山城国
- ○太刀 銘三条（三日月宗近）
- ○短刀 銘吉光（厚藤四郎）
- 短刀 銘吉光
- 太刀 銘国俊
- ○太刀 銘定利
- 太刀 銘定利
- 刀 金象嵌銘来国光スリ上 本阿（花押）
- ○太刀 銘来国光嘉暦二年二月日
- 短刀 銘光包
- 刀 銘左兵衛尉藤原国吉（鳴狐）

大和国
- 太刀 銘大和則長作
- 短刀 銘□都高市郡住藤原貞吉 文保元丁巳年二月吉日
- 太刀 無銘・黒漆太刀拵（獅子王）
- 刀 無銘 伝・当麻

相模国
- 短刀 銘国光
- ○短刀 銘行光
- ○刀 金象嵌銘城和泉守所持 正宗磨上本阿（花押）（城和泉正宗）
- ○刀 無銘正宗（観世正宗）
- 刀 無銘正宗（石田正宗）
- ○刀 無銘貞宗（亀甲貞宗）
- 刀 無銘貞宗（切刃貞宗）
- 脇指 無銘貞宗（石田貞宗）[23]
- 短刀 銘国広鎌倉住人 元亨四年十月三日

備前国
- ○太刀 銘備前国友成造
- ○太刀 銘備前国包平作（大包平）
- 太刀 銘吉包
- 太刀 銘国包
- 刀 無銘伝光忠
- 太刀 銘光忠
- 太刀 金象嵌銘光忠 本阿（花押）
- ○太刀 銘長光（大般若長光）
- ○太刀 銘長光
- 太刀 銘長光
- 薙刀 銘長光
- ○太刀 銘備前国長船住景光 元亨二年五月日（小竜景光）
- 薙刀 銘備州長船住景光 元亨二年八月日
- 太刀 銘備州長船住兼光 観応□年八月日（福島兼光）
- 大太刀 銘備前国長船兼光 延文二二年二月日
- 刀 無銘元重・打刀拵
- ○太刀 銘吉房（岡田切）
- ○太刀 銘吉房
- ○太刀 銘助真
- 太刀 銘貞真
- 太刀 銘一
- 小太刀 銘国宗
- 太刀 銘雲生（鵜飼派）
- 太刀 銘弘□
- 太刀 銘景依

備中国
- 太刀 銘正恒
- 太刀 銘康次
- 太刀 銘貞次
- 太刀 銘備中国青江住右衛門尉平吉次作 元徳弐年五月日
- 太刀 銘備中国住守次作 延文二年十二月日
- 短刀 銘備中国住次直作 延文三年十一月日

その他
- 直刀 無銘（水龍剣）
- ○太刀 銘安綱（童子切安綱）
- 太刀 銘左衛門尉藤原国友 正中元年□月日
- 短刀 銘左安吉
- 太刀 銘豊後国行平作

新刀
- 刀 銘国安
- 刀 銘大隅掾藤原正広 慶長十一年三月吉日

刀装
- ○兵庫鎖太刀 刀身銘一（上杉太刀）
- 兵庫鎖太刀（中身無銘伝一文字）（北条太刀）
- ○梨地螺鈿金装飾剣
- 沃懸地螺鈿金装飾剣
- 朱塗金蛭巻大小拵
- 黒漆銀銅蛭巻太刀
- 黒韋包金桐紋糸巻太刀拵

## 書跡・典籍・古文書
仏典
- 等目菩薩経 巻中（吉備由利願経）
- ○法華経方便品（竹生島経）
- 法華経法師功徳品（金銀箔散料紙）
- 法華経法師品・安楽行品・無量義経（久能寺経）
- 紺紙金銀字大唐西域記 12巻（中尊寺経）
- ○賢愚経残巻（大聖武、262行）
- 紺紙金字不空羂索神咒心経 西園寺公衡筆
- 内証仏法相承血脈譜
- 不空三蔵表制集 巻第一

古筆
- ○秋萩帖・淮南鴻烈兵略間詁（紙背）
- ○白氏詩巻 藤原行成筆
- 手鑑「月台」
- 寸松庵色紙（秋のつき）
- 継色紙（なつのよは）
- 古今和歌集巻第十九断簡（高野切）（よみひとしらす）
- 熊野懐紙　飛鳥井雅経筆
- 唐詩断簡（絹地切）

古文書・古記録
- 伏見天皇宸翰消息（宮出家事云々）
- 慶滋保胤書状
- 藤原行成筆書状（附:尊円親王筆添状）[1]
- 藤原定家自筆申文（転任所望之事）
- 九条良経消息（道家装束事云々）
- 慈円僧正願文（伝春日表白）貞応3年（1224年）
- 慈円僧正願文
- ○円珍関係文書 8巻（明細は後出）
- ○円珍贈法印大和尚位並智証大師諡号勅書 小野道風筆
- 藤原為家自筆譲状・藤原為氏自筆譲状 2幅 文永6年（1269年）
- 明月記 天福元年（1233年）
- 源頼朝書状 文治2年（1186年）
- 西園寺実氏夫人逆修願文（弘安五年十月八日）
- 平行政願文 弘安7年（1284年）

墨蹟
- ○圜悟克勤墨蹟 印可状（流れ圜悟） 附8点（明細は後出）
- ○虚堂智愚墨蹟 法語（破れ虚堂）
- 虚堂智愚墨蹟 偈語
- 虚堂智愚墨蹟 尺牘
- ○大慧宗杲墨蹟 無相居士宛尺牘 十月初二日
- 大慧宗杲墨蹟 尺牘 三月十一日
- ○馮子振墨蹟 与無隠元晦詩
- 馮子振墨蹟 保寧寺賦跋
- ○無準師範墨蹟 聖一国師宛尺牘
- ○了庵清欲墨蹟 法語
- 即休契了墨蹟 五言古詩
- 大休正念墨蹟 舎利啓白文
- 大休正念墨蹟
- 北礀居簡墨蹟
- 癡絶道冲墨蹟
- 徳敷墨蹟
- 石室善玖墨蹟
- 禅院額字「釈迦宝殿」

典籍
- ○延喜式（九条家本）27巻 附：京程並京宮城内裏諸図
- 神歌抄・毛詩並毛詩正義大雅残巻（紙背）
- ○元暦校本万葉集 20冊
- ○古今和歌集（元永本）2帖
- ○寛平御時后宮歌合
- 和漢朗詠集 巻下（色紙）
- 経平大弐家歌合
- 類聚歌合 巻第一残巻
- 祈雨法日記
- 催馬楽譜
- ○三宝絵詞 3冊 文永10年（1273年）
- 和漢朗詠集 2帖（88葉）
- 松浦宮物語
- 源氏物語（保坂本）53帖（うち17帖補写）
- 曽我物語（真名本）10冊 天文15年（1546年）日助筆
- 本朝文粋 巻第十三残巻 正安元年（1299年）書写奥書
- 幼学指南鈔
- 万秋楽諸説秘集
- 代集
- 新撰朗詠集
- 厳島御幸記並高倉院昇霞記
- 後伏見天皇宸翰古今和歌集
- 帝範
- 古今集 二条為明筆
- 無名抄
- 古本説話集
- 伏見天皇宸翰和歌（むら雨の）
- ○医心方（半井家本）30巻1冊 附：江戸幕府借用関係文書（7通）
- ○和歌躰十種 1巻、1幅
- 天徳四年三月内裏歌合（二十巻本歌合）
- 正嘉三年北山御幸御会歌
- 智証大師伝 承久二年静尊加点奥書
- 塵袋

漢籍
- ○碣石調幽蘭第五
- ○王勃集 第二十九、三十
- 劉子残巻
- ○群書治要 13巻
- 蒙求残巻
- 老子道徳経
- 宋刊本唐書 七十一下
- ○世説新書 巻第六残巻
- ○古文尚書 巻第六
- 史記 巻第二十九河渠書第七残巻
- 王勃集 巻第二十九残簡

洋書
- 天正遣欧使節記（イタリア・レッジオ刊、1585年）

## 考古資料
縄文時代
- 人形装飾付異形注口土器 北海道北斗市茂辺地出土
- 土偶 北海道室蘭市輪西町出土
- 注口土器 青森県十和田市米田（旧四和村）出土
- 人形付壺形土器 青森県弘前市十腰内（とこしない）出土
- 土面 青森県つがる市亀ヶ岡遺跡出土
- 土偶 青森県つがる市亀ヶ岡遺跡出土
- 土偶 宮城県大崎市田尻町蕪栗恵比須田出土
- 硬玉製玉斧 栃木県大田原市湯津上出土
- 土版 茨城県稲敷市福田貝塚出土
- 土偶 埼玉県さいたま市岩槻区真福寺貝塚出土
- 土偶 新潟県糸魚川市長者ヶ原遺跡出土
- 巻貝形土製品・足形付土製品 新潟県村上市堀ノ内上山遺跡出土

弥生時代
- 壺形土器 名古屋市熱田区高蔵遺跡出土
- 台付壺形土器 名古屋市熱田区高蔵遺跡出土
- 突線袈裟襷文銅鐸 ２口 滋賀県野洲市小篠原大岩山出土
- 流水文銅鐸 4口 兵庫県豊岡市気比出土
- 銅鐸・双鈕細線鋸歯文鏡 奈良県御所市長柄出土
- ○袈裟襷文銅鐸 伝香川県出土
- 銅戈鎔笵 佐賀市久保泉出土

古墳時代
- 埴輪武装男子立像 埼玉県熊谷市上中条（かみちゅうじょう）出土
- ○埴輪武装男子立像 群馬県太田市飯塚町出土
- 埴輪女子立像 群馬県伊勢崎市豊城町（旧・同市八寸字横見）出土
- 埴輪女子倚像 群馬県邑楽郡大泉町古海（こかい）出土
- 埴輪馬 埼玉県熊谷市上中条出土
- 埴輪猪 群馬県伊勢崎市境上武士（さかいかみたけし）天神山出土
- 埴輪家 奈良県桜井市外山（とび）出土
- 埴輪子持家 宮崎県西都市西都原古墳群出土[24]
- 埴輪船 宮崎県西都市西都原古墳群出土[24]
- 埴輪猿 伝茨城県行方市大日塚出土
- 蟹沢古墳出土品 群馬県高崎市柴崎町蟹沢出土（明細は後出）
- 前橋天神山古墳出土品 群馬県前橋市出土（明細は後出）
- 東京都野毛大塚古墳出土品 東京都世田谷区野毛出土
- 和泉黄金塚古墳出土品 大阪府和泉市上代町出土（明細は後出）
- ○奈良県東大寺山古墳出土品 奈良県天理市櫟本町出土（明細は後出）
- 奈良県佐味田宝塚古墳出土品 奈良県北葛城郡河合町出土
- 新沢千塚一二六号墳出土品 奈良県橿原市出土
- 周防国下松市宮洲古墳出土鏡4面（盤龍鏡1、三角縁神獣鏡2、内行花文鏡1） 山口県下松市出土
- ○肥後江田船山古墳出土品 熊本県和水町出土（明細は後出）
- 鼉龍鏡 出土地不詳
- 狩猟文鏡 伝群馬県高崎市八幡原出土
- 白瑠璃碗 伝大阪府羽曳野市安閑天皇陵出土
- 高坏形土師器 奈良県天理市柳本町出土
- 石人 福岡県八女市岩戸山古墳旧所在
- 金銀錯嵌珠龍文鉄鏡 大分県日田市日高字東寺ダンワラ古墳出土（附：鉄製貝装雲珠、鉄製貝装辻金物各1箇）（九州国立博物館所在）
- 杖形碧玉製品 伝三重県出土

歴史時代
- ○文禰麻呂墓出土品（銅板墓誌、銅箱、緑瑠璃壺、金銅壺） 奈良県宇陀市榛原八滝出土 慶雲4年（707年）
- 銅製伊福吉部徳足骨蔵器 鳥取市国府町宮下出土 和銅3年（710年）
- 銅製美努岡万連墓誌 奈良県生駒市青山台（旧・同市萩原町）出土[25]
- 金銅小治田安万侶墓誌 奈良市都祁甲岡町（旧都祁村）出土
- 金銅骨蔵器 奈良県葛城市加守出土
- 銅印「御笠団印」福岡県太宰府市坂本出土[26]
- 銅印「遠賀団印」福岡県太宰府市観世音寺出土
- 銅印「萪□私印」栃木県那珂川町（旧小川町）出土
- 石造男女像・石造須弥山 奈良県明日香村飛鳥字石神出土（飛鳥資料館所在）[27]
- ○興福寺金堂鎮壇具 一括（明細は後出）
- 摂津三島廃寺塔心礎納置舎利容器（金内箱、銀外箱、銅盒子、石櫃） 大阪府茨木市出土
- 大和壺阪寺出土甎仏 2箇
- 開基勝宝 31枚（附：金塊2箇、金板1枚、銀銭残欠1枚、銀鋺2口） 奈良市西大寺宝ヶ丘（旧伏見村）出土[28]
- 金峯山経塚出土法華経 巻一残欠
- 伊勢小町経塚出土品（土製光背2枚、土製台座残闕2箇、瓦経（大日経巻四）1枚、瓦経残闕30箇） 三重県伊勢市出土
- 甲斐勝沼柏尾経塚出土品（銅経筒（経軸残片及玉類共）、土製外筒） 山梨県甲州市勝沼町勝沼出土 康和5年（1103年）
- 銅宝塔形経筒 福岡県宇美町四王寺山経塚出土 保安4年（1123年）
- 土製彩絵経筒 福岡県太宰府天満宮境内経塚出土 久安3年（1147年）
- 青磁鉢 3口 神奈川県鎌倉市大町衣張山出土

朝鮮
- 昌寧出土品（金銅透彫宝冠、金銅翼状冠飾、金製心葉形垂飾耳飾、金銅臑当、金釧、金銅透彫飾履、金銅装環頭大刀柄）伝慶尚南道昌寧出土
- 響銅製鐎斗 伝慶尚南道陝川出土

## 歴史資料
- 長崎奉行所キリシタン関係資料

禁制関係資料（板踏絵、踏絵）、信仰関係資料（聖画像、キリスト像、マリア観音像、十字架等）（明細は後出）
- 五海道其外分間延絵図並見取絵図 80巻 附:諸街折絵図1帖、総目1冊
- アジア航海図・日本航海図
- 論語集解板木 32枚
- 伊能忠敬測量図 日本沿海輿地図（中図）8鋪、日本沿海輿地図（小図）3幅、蝦夷地図9鋪、九州沿海図23幅
- 旧江戸城写真帖 1冊（64枚）
- 世界図 ヨアン・ブラウ作
- 壬申検査関係写真（ステレオ写真386枚、四切写真109枚、四切写真ガラス原板84枚）[29][4]
- 今井八九郎北方測量関係資料（絵図・地図類69点、文書・記録類9点、測量具類6点、附：今井信名経歴一斑）
- 銅人形 寛文三年銘（附：木箱）
- 壬申検査関係資料（壬申検査社寺宝物図集31冊、古器物目録5冊、府県宝物調書類45冊）
- 朝鮮国書 15通（附：国書箱3合）
- 琉球国中山王書翰並貢物目録 23通（附：書翰箱2合）（九州国立博物館と分有）
- 臨時全国宝物調査関係資料 5,359点（簿冊類281点、写真ガラス原板1,484点、紙焼付写真3,494点）

## 建造物
- 旧東京帝室博物館本館
- 表慶館
- 旧因州池田屋敷表門
- 旧十輪院宝蔵
- 黄林閣（旧村野家住宅、旧所在:東京都東久留米市柳窪、現所在:埼玉県所沢市坂ノ下柳瀬荘）

## 法隆寺献納宝物
絵画
- ○聖徳太子絵伝 綾本著色10面（旧絵伝障子絵）秦致真筆
- 聖徳太子絵伝 絹本著色4面 上野法橋・但馬房筆 嘉元3年(1305年)
- 文王呂尚・商山四皓図 絹本著色 二曲六隻（旧舎利殿障子絵）

書跡典籍
- ○法隆寺献物帳
- ○細字法華経
- 梵本心経並尊勝陀羅尼（貝葉）2枚
- 法華経 8巻
- 紺紙金字梵網経 2巻
- 勝鬘経
- 聖徳太子伝私記（古今目録抄）顕真筆
- 嘉元記

彫刻
※「NXXX」は、東京国立博物館の列品番号である。
- 銅造麻耶夫人及び天人像　4躯（N191）
- 銅造阿弥陀如来及び両脇侍像（N144）
- 銅造如来及び両脇侍立像（一光三尊仏）（N143）
- 銅造如来坐像（N145）
- 銅造如来坐像（N146）
- 銅造如来坐像（N147）
- 銅造如来倚像（N148）
- 銅造如来立像（N149）
- 銅造如来立像（N150）
- 銅造如来立像（N151）
- 銅造如来立像（N152）
- 銅造如来立像（N153）
- 銅造如来立像（N154）
- 銅造観音菩薩立像 辛亥年（651年）銘（N165）
- 銅造観音菩薩立像（N167）
- 銅造観音菩薩立像（N168）
- 銅造観音菩薩立像（N169）
- 銅造観音菩薩立像（N170）
- 銅造観音菩薩立像（N171）
- 銅造観音菩薩立像（N172）
- 銅造観音菩薩立像（N173）
- 銅造観音菩薩立像（N174）
- 銅造観音菩薩立像（N175）
- 銅造観音菩薩立像（N176）
- 銅造観音菩薩立像（N177）
- 銅造観音菩薩立像（N178）
- 銅造観音菩薩立像（N179）
- 銅造観音菩薩立像（N180）
- 銅造観音菩薩立像（N181）
- 銅造観音菩薩立像（N182）
- 銅造観音菩薩立像（N183）
- 銅造観音菩薩立像（N184）
- 銅造観音菩薩・勢至菩薩立像（N185）
- 銅造菩薩立像（観音菩薩立像）（N166）
- 銅造菩薩立像（N186）
- 銅造菩薩立像（N187）
- 銅造菩薩立像（N188）
- 銅造菩薩立像（N189）
- 銅造菩薩立像（N190）
- 銅造菩薩半跏像（N155）
- 銅造菩薩半跏像 丙寅年銘（606年または666年）（N156）
- 銅造菩薩半跏像（N157）
- 銅造菩薩半跏像（N158）
- 銅造菩薩半跏像（N159）
- 銅造菩薩半跏像（N160）
- 銅造菩薩半跏像（N161）
- 銅造菩薩半跏像（N162）
- 銅造菩薩半跏像（N163）
- 銅造菩薩半跏像（N164）
- 銅造光背 甲寅年銘（594年または654年）
- 銅造光背 33面 附:4面
- 銅板押出仏 10面
- 木造伎楽面28面・乾漆伎楽面3面

金工
- ○金銅灌頂幡
- 金銅小幡
- 金銅五鈷鈴
- 金銅五大明王鈴
- 金銅三鈷杵
- ○柄香炉 鵲尾形
- 柄香炉 鵲尾形
- 柄香炉 獅子鎮
- 柄香炉 瓶形鎮
- 鐃
- 金銅金錍
- 白銅錫杖
- ○金銀鍍竜首水瓶
- 響銅水瓶（仙盞形水瓶）
- 金銅竜文線刻水瓶
- 響銅水瓶（王子形水瓶）
- 響銅水瓶（王子形水瓶）
- 響銅水瓶（王子形水瓶）
- 響銅水瓶（王子形水瓶）
- 響銅水瓶（王子形水瓶）
- 響銅水瓶（王子形水瓶）
- 響銅水瓶（王子形水瓶）
- 響銅水瓶（王子形水瓶）
- 金銅宝塔（舎利塔）
- 五綴鉄鉢
- 鉄鉢
- 鉄鉢
- 雷神文磬
- 銅鑼
- 金銅宝相華文如意
- 響銅塔鋺
- 金銅脚付鋺
- 響銅脚付鋺・響銅鋺 附:響銅鋺脚
- 響銅蓋鋺
- 響銅蓋鋺
- 響銅蓋鋺
- 響銅蓋鋺
- 響銅蓋鋺
- 響銅八重鋺 附:響銅鋺1口
- 響銅八重鋺
- 響銅鋺
- 響銅鋺2口・響銅鋺蓋2口
- 響銅匙 2本 ※「匙」は重文指定名称では金偏に「匕」
- 響銅托子 2枚
- 銀花形皿
- ○海磯鏡 2面
- 蟠龍八花鏡（盤龍鏡）
- 伯牙弾琴鏡
- 禽獣葡萄鏡
- 鉄炉（釣篝）
- ○金銅墨床・水注・匙（3支）
- 銅釣枡
- 金銅荘唐組垂飾 2条
- 鉄壺鐙 一双
- 鉄壺鐙 一隻
- 鐎斗
- 銀雲形釵子（瑞雲形銀釵）

楽器類
- ○黒漆七絃琴
- 琴柱 6枚
- 彩絵鼓胴
- 彩絵鼓胴
- 黒漆鼓胴
- 瓦製彩絵羯鼓胴
- 朱漆羯鼓台
- 奚婁鼓胴
- 横笛
- 尺八

漆工・木工
- 松喰鶴蓬莱山蒔絵袈裟箱
- 鳳凰円文螺鈿唐櫃
- 塩山蒔絵文台（千鳥蒔絵文台）
- ○沈香木画箱
- 玉荘箱
- 瑞花蝶鳥金銀絵漆皮箱・草花金銀絵漆皮箱
- 草花蝶鳥金銀絵漆皮箱・黒漆箱
- 漆皮箱
- 漆皮箱
- 漆皮箱
- 漆鉢（木鉢）
- 𡑮鉢（1字目は土篇に塞）
- 彩絵灯台（高灯台）
- 獅子蛮絵摺板
- 透漆梓弓・木造彩絵胡籙・六目鳴鏑箭・箭（鏃欠）・利箭（5本）
- 黒漆麈尾

陶磁
- 陶硯（瓦硯）
- 陶硯（瓦硯）
- 越州窯青磁四耳壺

染織
- 繍仏裂 6枚
- 帯 蜀江錦
- 蜀江錦 赤獅鳳文
- 蜀江錦 赤亀甲繋文
- 玉帯残欠2条・漆皮箱
- 褥 白山菱文綺（広東錦褥）
- 褥 萌黄花鳥文錦
- 褥 萌黄狩猟文錦
- 褥 黄葡萄唐草文錦 2枚
- 褥 白華文綾
- 経台褥 花文纐纈羅　2枚
- 鸚鵡形毯 紅草花文臈纈平絹
- 小幡 赤地絣錦（広東小幡）
- 小幡残欠 蜀江錦（蜀江小幡） 2旒
- 茜平絹蓋（絹傘）
- 糞掃衣
- 糞掃衣残欠
- 竜鬢筵
- 白氈 4枚
- 緋氈
- 長畳（藺筵） 4枚
- 幡・褥残欠一括／唐組・錦・綾・紗・羅・平絹片一括／真珠・玻璃玉一括（以上、漆皮箱の内容物）

工芸その他
- ○竹厨子
- 栴檀香
- 白檀香
- 沈水香
- 青木香・草花銀絵漆皮箱
- 琥珀念珠
- 金剛子念珠
- 金剛子念珠
- 石名取玉 16顆（附 堆朱曲輪合子）
- 火取水取玉 12顆（附 紙胎黒漆八角小箱）
- 輿飾
- 牙笏
- 斑竹玳瑁荘経台
- 水牛如意
- 紅牙撥鏤針筒・紺牙撥鏤針筒・緑牙撥鏤針筒
- 紅牙撥鏤尺
- 赤漆葛箱
- 竹帙（経帙）2枚
- 鋸
- 鎌

考古・歴史資料
- 銅印「法隆寺印」
- 銅印「鵤寺倉印」
- 法隆寺枡 大枡1、一升枡5

## 黒田記念館保管
- 舞妓図 麻布油彩 黒田清輝筆 1893年[30]
- 湖畔 麻布油彩 黒田清輝筆 1897年
- 智・感・情 麻布油彩 黒田清輝筆 1899年